# Søstrenes Hemmelighed
Søstrenes Hemmelighed er en amerikansk stumfilm fra 1916 af Joseph Kaufman.

## Medvirkende
- Pauline Frederick som Laura Ward / Agnes Ward.
- Earle Foxe som Richard Leigh.
- Frank Losee som William Benedict.
- J. Herbert Frank som Daniel Marvin.
- Maggie Fisher som Mrs. Ward.